# Kříž (zbiornik)
Kříž (również U Kříže) – sztuczny zbiornik wodny na Svodnicy Zámostskej w Czechach, położony na obszarze nowohradeckiego kompleksu leśnego na terenie miasta Hradca Králové.
Jego nazwa pochodzi od drewnianego krzyża, który stoi od niepamiętnych czasów. Staw o tej samej nazwie istniał już w XV w. W 1827 r. został osuszony i obsadzony drzewami. W końcu XIX w. oraz na początku XX w. mieszkańcy miasta wpadli na pomysł, żeby wyciąć las i przywrócić w jego miejsce staw. Do realizacji tego pomysłu doszło jednak dopiero w 1905 r., kiedy ceny ryb znacznie wzrosły i ich hodowla mogła przynieść większych korzyści niż w przeszłości. W latach 90. przyszły wielkie powodzie i do stawu zostały naniesione przez Svodnicę Zámostską muł i żwir w tak dużym stopniu, że przypominał cuchnącę bagno.

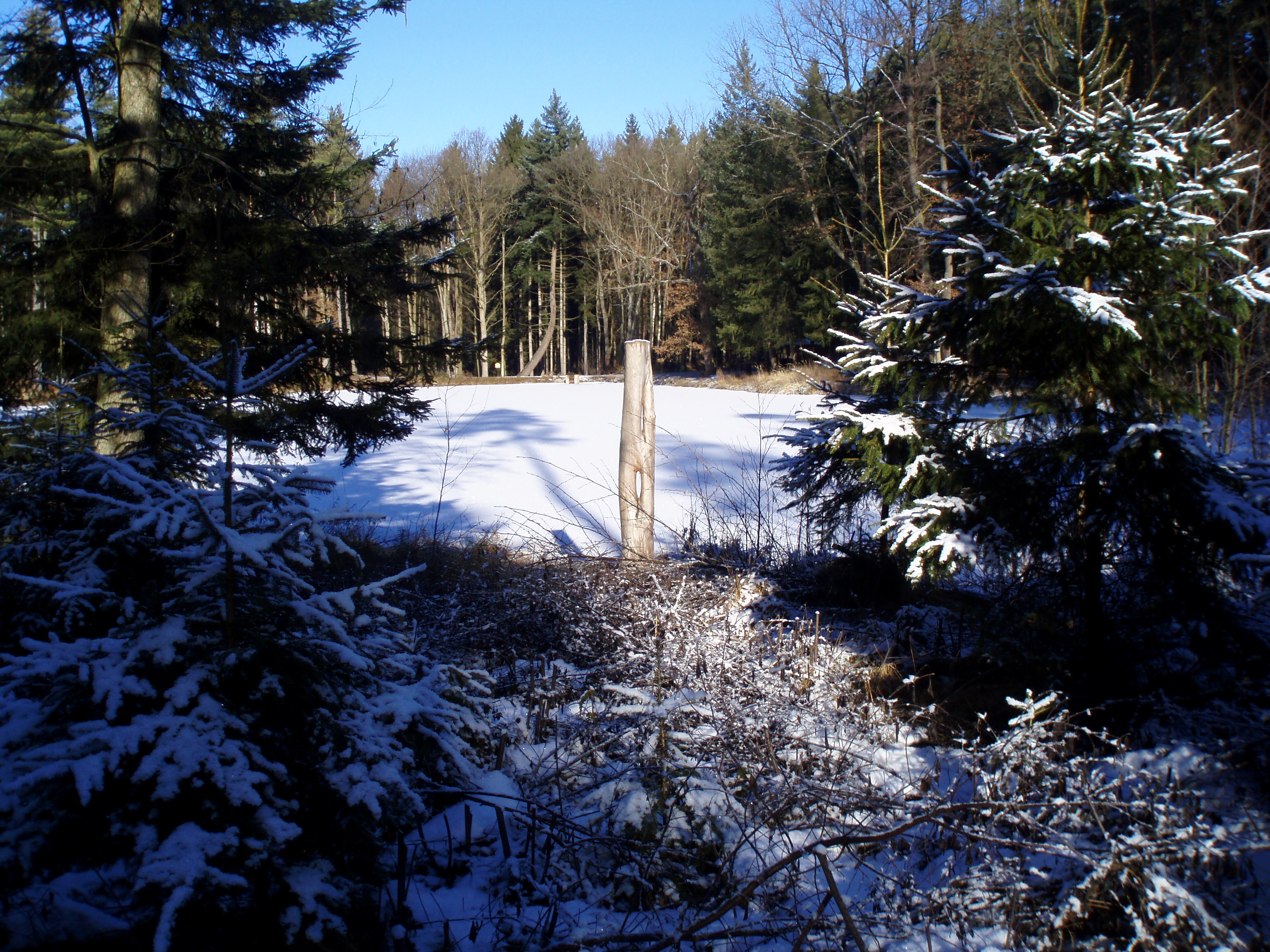
Widok na staw

Nowy zbiornik został wybudowany w latach 2006–2007 w tym samym miejscu na cieku Svodnicy Zámostskej, która wypływa z lasów pod Malšovicami i uchodzi na terenie dzielnicy Třebeš do Łaby. Jego powierzchnia zajmuje 7 682 m².
Podłoże geologiczne składa się z szarawobrązowych piasków i żwirów morenowych epoki plejstocenu (z okresu riss) oraz iłowców i margli koniaku z wkładkami iłów i mułowców santonu, które mieszą się z osadami epoki holocenu.
Ten obszar wody spełnia funkcje retencyjne oraz rekreacyjno-turystyczne. Ponadto ma służyć do zwiększenia ilości wody w stawach Jáma i Plachta oraz poprawienia mikroklimatu okolicy. Prowadzona tutaj jest także hodowla ryb. Kamienna zapora jest częścią istniejącej drogi leśnej.